# Plátano de Canarias

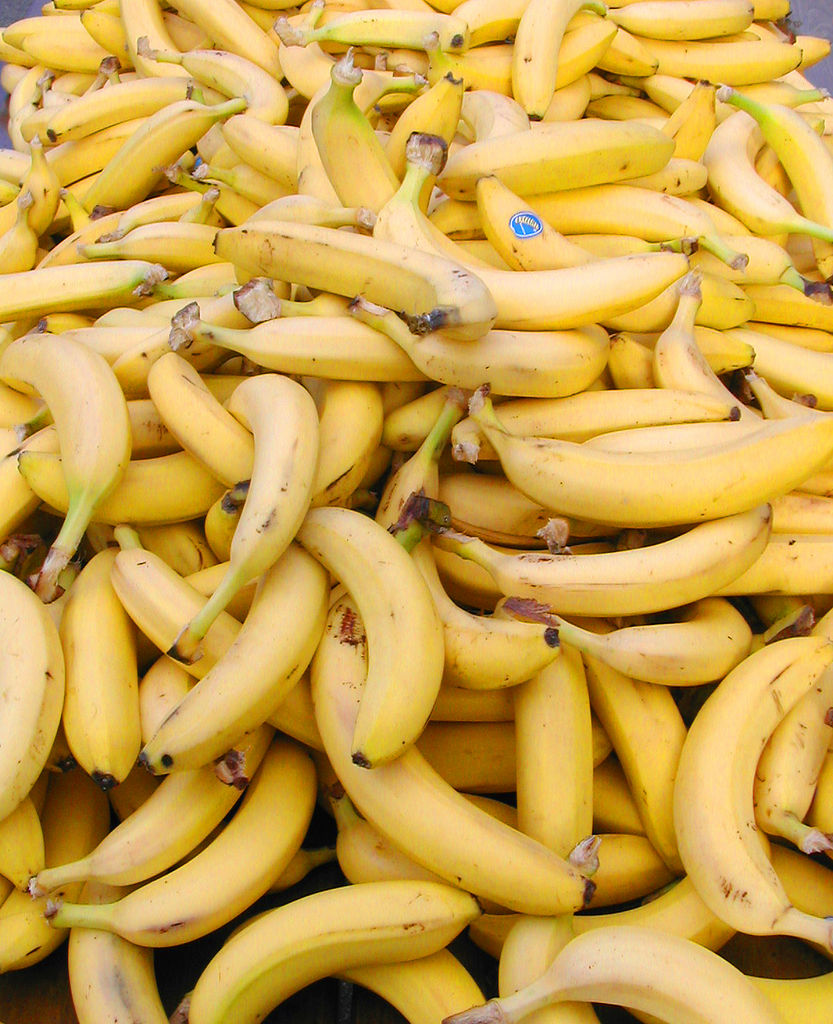
Plátano de Canarias.

Logotipo del IGP Plátano de Canarias

 Plátano de Canarias es una marca institucional bajo la cual se comercializan los plátanos o bananas cultivados en las Islas Canarias que suponen, a su vez, la práctica totalidad del cultivo y producción de esta fruta en España.
La marca es gestionada por la Asociación de Organizaciones de Productores de Plátano de Canarias (ASPROCAN). En febrero de 2011, la Consejería de Agricultura del Gobierno de Canarias acordó comenzar los trámites para la inscripción del plátano cultivado en Canarias como Indicación Geográfica Protegida.
El plátano es el cultivo más importante de las Islas Canarias y, durante décadas, su industria ha sido protagonista del crecimiento económico del archipiélago. El plátano de Canarias supone el 60% de la producción europea de esta fruta.

## Características
En Canarias se cultivan principalmente plátanos o bananas del grupo Cavendish, es decir, cultivares triploides de Musa acuminata, identificados en la terminología de variedades de plátano con las letras AAA (tres juegos de cromosomas procedentes de M. acuminata y ninguno de M. balbisiana). Son frutos de tamaño medio, piel amarilla delgada con características motitas y que son aptos para consumirse crudos. Algunos de los cultivares más plantados son Gran Enana, Zelig y Gruesa Palmera, este último una selección canaria de Cavendish Enano.

## Historia
El cultivo del plátano comenzó en el sudeste asiático, entre la India y Malasia; en el siglo V pasaría al continente africano procedente de Madagascar y de ahí se extendió por las costas del Mediterráneo, ya en siguiente milenio. A Canarias llegó procedente de Guinea Ecuatorial introducido por expedicionarios portugueses. La Historia considera que, una vez el cultivo se asentó con éxito en las islas, los españoles lo introdujeron en tierras americanas en los viajes de colonización al Nuevo Mundo.

## Cultivo

Mapa del cultivo de plátano en Canarias.
Áreas de plantaciones

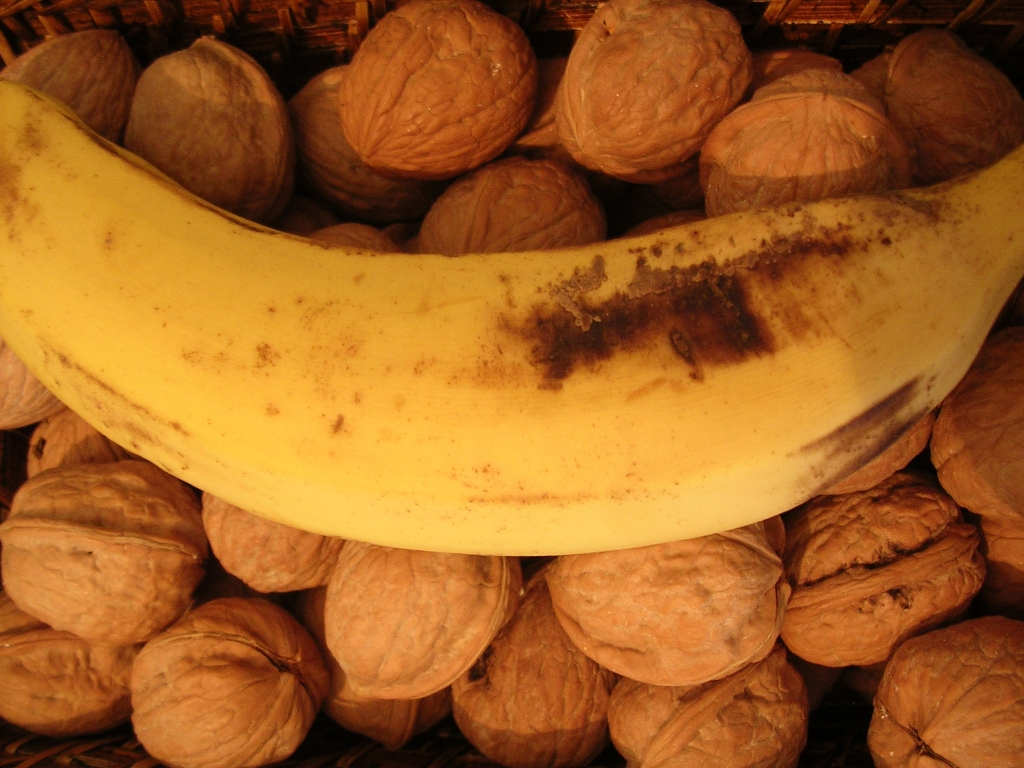
Las motas negras son un signo distintivo del Plátano de Canarias, aunque en el fruto maduro no siempre son apreciables

La platanera es una hierba con biotipo arbóreo, pero no un verdadero árbol (principalmente porque carece de tronco), de ella brota el plátano, es una especie vegetal monocotiledónea del género Musa perteneciente a la familia de las musáceas. Se trata de una familia con diferentes variedades, de las cuales en Canarias se cultivan la Gran enana, la Gruesa palmera, la Zelig, la Brier y la Johnson negra. El nombre de híbrido Musa × paradisiaca L. se suele utilizar para designar a todas las variedades y cultivares.
La temperatura ideal para el cultivo de la platanera se encuentra situada en torno a los 25 grados Celsius y su altitud de cultivo debe ser inferior a los 300 metros, condiciones éstas que sólo se dan en las plantaciones de las islas. Es un cultivo caro que requiere mucha agua, buenas condiciones de luminosidad, suelos con buena porosidad y drenaje, de textura arenosa pero con arcilla y limo en proporciones determinadas, gran contenido en materiales orgánicos y con un pH ácido. Debido a estos condicionantes, el Plátano de Canarias es cultivado en todas las islas salvo en Fuerteventura donde no existen plantaciones. En las fases de siembra y explotación agrícola se minimiza el uso de pesticidas en favor de productos biológicos.

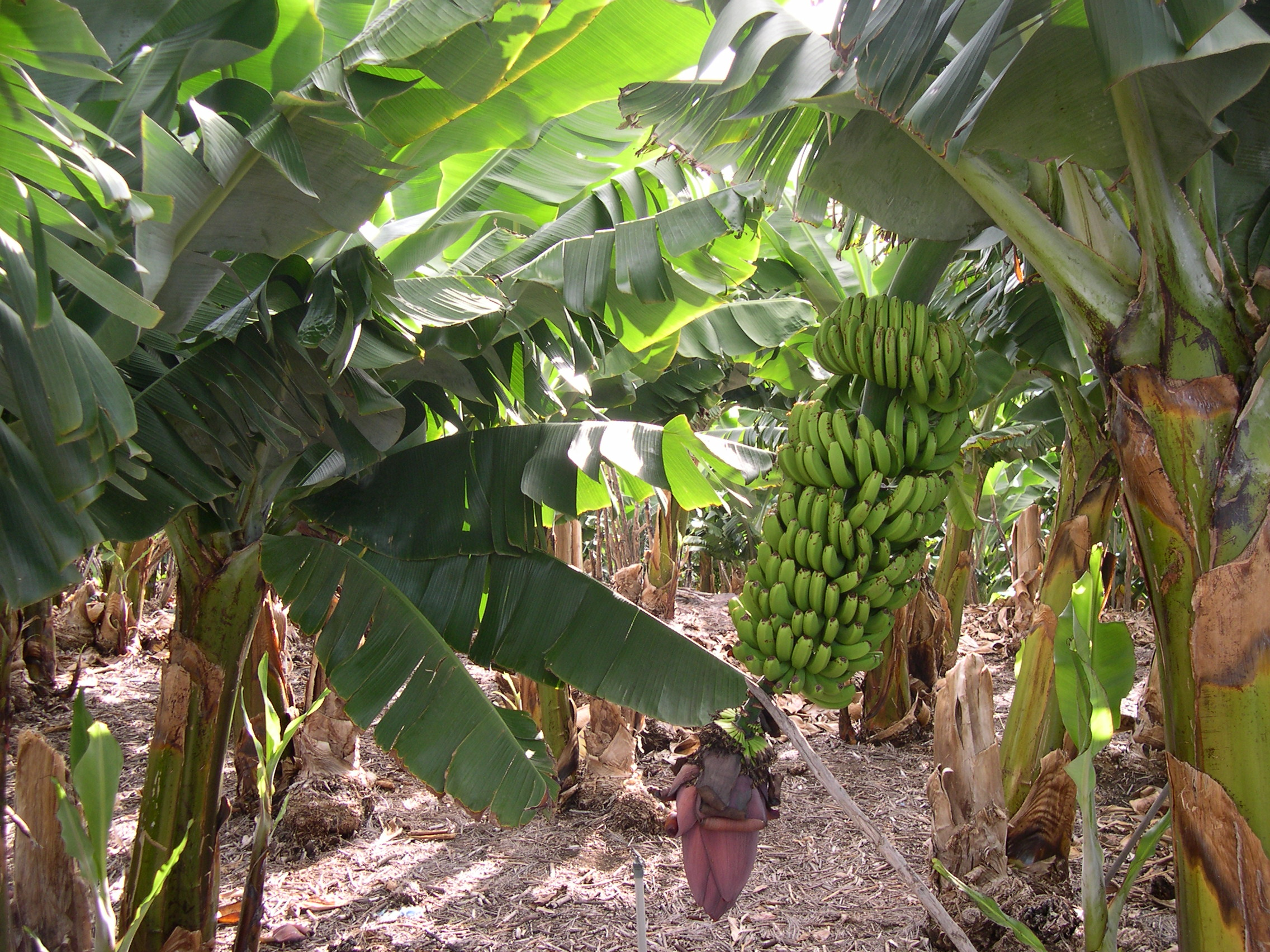
Plantación de plataneras en La Palma.

Puede transcurrir cerca de un año entre la siembra de la planta madre y el brote del primer racimo o piña de plátanos. En este momento es cuando se procede a su amarre, embolsado y desflorillado. El amarre consiste en apuntalar el racimo con un horcón o estacón (palo de madera en forma de Y) para evitar que, por el peso, este se caiga. El embolsado se usa modernamente para recubrir el racimo con una bolsa de plástico con el objetivo de evitar plagas y enfermedades y propiciar una distribución uniforme de la fruta. Con el desflorillado o desflore se retira la flor del plátano que queda al final de cada fruta, un laborioso proceso que se realiza manualmente y que el consumidor puede apreciar en el remate negruzco que hay en cada pieza. 
Los racimos son cortados de la planta justo antes de su maduración para proceder a su calibración, selección, despiece, empaquetado y etiquetado, procesos todos estos realizados de forma manual y que permiten que la fruta llegue en perfectas condiciones para su venta y su consumo final en aproximadamente dos semanas desde su recolección.

## Importancia económica
La explotación del plátano, en régimen de monocultivo, comenzó a finales del siglo XIX con la instauración de los puertos francos y, desde entonces, ha sido uno de los pilares fundamentales de la economía canaria. Fue implantada por compañías británicas que controlaban su producción y exportación al continente europeo, principalmente a Gran Bretaña. Junto con el plátano, los británicos también desarrollaron el monocultivo del tomate, cuyas primeras plantaciones se establecieron en el sur de las islas de Gran Canaria y Tenerife. La Ley de Puertos Francos de Canarias, promulgada por el ministro Bravo Murillo en 1852, vino a suponer la liberalización de la entrada y salida de mercancías, impulsando desde entonces la economía isleña y constituyendo un importante incentivo fiscal para el comercio con y desde las islas hasta la implantación del Régimen Económico y Fiscal de Canarias (REF) y el mercado único europeo. 
Fue a principios de la década de 1880 cuando algunas compañías exportadoras británicas se establecerían en las islas para comenzar los envíos esporádicos de frutas a los mercados de su país. Se considera que el británico Peter S. Reid, establecido en Tenerife desde 1867 fue el encargado de organizar la primera exportación de plátanos que se llevó a cabo en 1878. 
Ya en la década siguiente, Gran Canaria experimentaba un mayor dinamismo en su sector frutero gracias a las iniciativas comerciales de Alfred Lewis Jones, director de la compañía carbonera Grand Canary Coaling Co. Ltd. y hombre de importancia en la naviera Elder Dempster Co. Ltd. que, con el auge de las exportaciones, acabaría por instalarse en el Puerto de La Luz en 1884. Este favorable clima empresarial vino a favorecer la implantación en Las Palmas de Gran Canaria, en 1882, de Fyffes Ltd., la primera gran compañía exportadora británica en establecerse en las islas, que en 1888 comenzaría sus exportaciones de plátanos hacia el puerto de Londres mediante una línea regular de vapores.
En la isla de Tenerife, las incipientes actividades comerciales de Henry Wolfson también contribuyeron decisivamente a la expansión del negocio frutero. Tras su asociación con Wolfson, Fyffes extendió sus actividades a Tenerife, llegando a ser una de las principales compañías productoras y exportadoras de la isla.

### Problemática actual

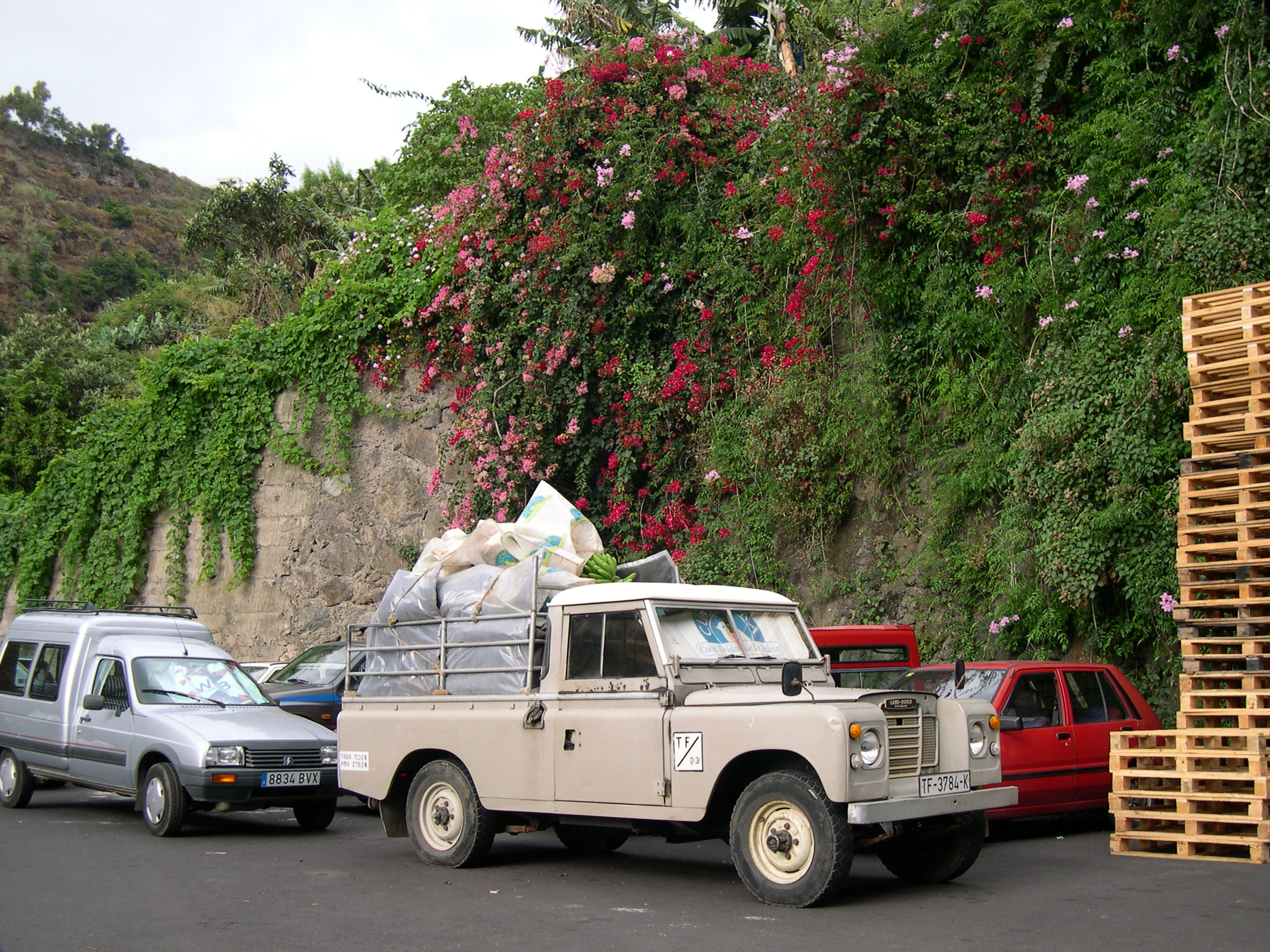
Transporte de plátanos a pie de finca en La Palma.

En la actualidad el comercio del plátano está pasando una dura etapa de competencia comercial, desconocida hasta ahora, debida a la liberalización del mercado europeo, en donde se hallan sus principales clientes. Hoy existen seis organizaciones de productores de plátanos de Canarias agrupadas en ASPROCAN (Asociación de Organizaciones de Productores de Plátanos de Canarias). Estas entidades son: Grupo Regional de Cooperativas Plataneras (COPLACA) (la mayor organización de productores de plátanos de la Unión Europea), Cooperativas Unidas de La Palma (CUPALMA), Europlátano S.A., Agricultores de Tenerife, Plataneros de Canarias y Agrícola Llanos de Sardina S.C.L.
Conforme a lo establecido por la Unión Europea, la producción de plátano de Canarias, Madeira, Martinica y los países del área ACP (África, Caribe y Pacífico), goza de preferencia de comercialización en los mercados de la UE. Esto obliga a los productores del resto del mundo a limitar sus exportaciones a la zona euro para que éstas no sobrepasen el 50% del mercado comunitario, gravando la entrada de sus productos, que están sometidas a un complejo sistema de licencias que fomenta que los importadores europeos solo puedan traer a la UE el más barato plátano centroamericano, siempre que antes se hayan vendido las correspondientes cuotas de plátano comunitario de los países ACP.
Inconformes con esta situación, las grandes multinacionales estadounidenses (Dole, Chiquita y Del Monte) han declarado ante la UE la denominada guerra del banano, lo que puede llevar al riesgo de que el Plátano de Canarias se vea desplazado en las fruterías españolas por el banano centroamericano (importado por estas multinacionales), mucho más barato, pero que como contrapartida procede de unos sistemas de cultivo que no respetan el medio ambiente, frecuentemente los trabajadores de las plantaciones se ven explotados y, además, incumplen los controles sobre pesticidas que la Unión Europea impone a sus productos, a diferencia del Plátano de Canarias.
La entrada en vigor de la organización común de mercados (OCM) del plátano en la UE en 1993, trajo consigo el fin de la reserva del mercado español que desde 1972 favorecía las producciones del Plátano de Canarias. Tras un periodo inicial de desconcierto, el balance que los productores hacen de la OCM del plátano es positivo, dado que, por una parte, el agricultor ha mantenido, e, incluso, mejorado su renta; y que, por otra, el consumidor español se ha decantado por el plátano canario, que está apoyado por una amplia campaña publicitaria, escogiéndolo por sus mayores garantías de controles en productos fitosanitarios.
| \| \| Península \| Canarias \| Otros países \| \| ---- \| ----------- \| ---------- \| ------------ \| \| 1995 \| 340.968.391 \| 29.485.712 \| 754.409 \| \| 1996 \| 315.105.964 \| 32.778.211 \| 203.560 \| \| 1997 \| 372.078.487 \| 33.468.666 \| 452.266 \| \| 1998 \| 407.773.278 \| 31.016.666 \| 321.283 \| \| 1999 \| 333.030.642 \| 30.359.803 \| 188.649 \| \| 2000 \| 366.362.372 \| 33.019.791 \| 47.628 \| \| 2001 \| 387.532.343 \| 32.856.412 \| 1.764 \| \| 2002 \| 374.218.429 \| 33.774.021 \| - \| \| 2003 \| 368.971.815 \| 33.016.662 \| - \| \| 2004 \| 382.452.984 \| 34.381.919 \| 1.132.962 \| \| 2005 \| 315.467.992 \| 29.455.202 \| 80.352 \| \| 2006 \| 318.185.977 \| 30.029.747 \| 0 \| \| 2007 \| 326.517.594 \| 31.255.176 \| 40.086 \| \| 2008 \| 338.396.963 \| 32.451.461 \| 258.050 \| \| 2009 \| 318.053.917 \| 33.604.471 \| 739.422 \| \| 2010 \| 356.576.571 \| 39.374.083 \| 557.094 \| \| 2011 \| 315.261.422 \| 31.025.737 \| 153.425 \| |             |            |              |
| En kilogramos. Fuente: Asociación de Organizaciones de Productores de Plátanos de Canarias (a partir de 2008, la columna Otros países es identificada como UE). |             |            |              |
| | Península   | Canarias   | Otros países |
| 1995 | 340.968.391 | 29.485.712 | 754.409      |
| 1996 | 315.105.964 | 32.778.211 | 203.560      |
| 1997 | 372.078.487 | 33.468.666 | 452.266      |
| 1998 | 407.773.278 | 31.016.666 | 321.283      |
| 1999 | 333.030.642 | 30.359.803 | 188.649      |
| 2000 | 366.362.372 | 33.019.791 | 47.628       |
| 2001 | 387.532.343 | 32.856.412 | 1.764        |
| 2002 | 374.218.429 | 33.774.021 | -            |
| 2003 | 368.971.815 | 33.016.662 | -            |
| 2004 | 382.452.984 | 34.381.919 | 1.132.962    |
| 2005 | 315.467.992 | 29.455.202 | 80.352       |
| 2006 | 318.185.977 | 30.029.747 | 0            |
| 2007 | 326.517.594 | 31.255.176 | 40.086       |
| 2008 | 338.396.963 | 32.451.461 | 258.050      |
| 2009 | 318.053.917 | 33.604.471 | 739.422      |
| 2010 | 356.576.571 | 39.374.083 | 557.094      |
| 2011 | 315.261.422 | 31.025.737 | 153.425      |

En el año 2004, las estadísticas agrarias del Gobierno de Canarias otorgaban al plátano el segundo puesto, tras el cultivo de la vid y por delante de las papas (patatas), en cuanto a superficie cultivada en todo el Archipiélago con 9.710 hectáreas. Según la misma estadística si atendemos a su evolución desde 1994 se observa un incremento de la superficie dedicada a este cultivo de más de mil hectáreas.
No obstante, en cuanto a producción, el plátano es el primer cultivo de las islas con 417.968 toneladas cosechadas en ese mismo año, siguiéndole el tomate destinado a la exportación (214.224 Tn) y las papas, de las que se recogieron 111.772 Tn en 2004. El valor de la producción platanera en ese año supuso unos 115,5 millones de euros. Su importancia en la producción agrícola del Archipiélago es tal que un 22,15% de sus cultivos agrícolas están vinculados al plátano, siguiéndole los dedicados al tomate de exportación que representa un 16% del total. Tras ellos, también tienen importancia en las islas los cultivos de la papa, las flores y plantas ornamentales y la vid. 
Más del 90% de los plátanos que se produjeron en Canarias en el año 2005 fue consumida fuera de las islas y sólo el 8% fue destinado a consumo local. Las islas con mayor volumen de producción en ese año fueron Tenerife, que con cerca de 136 mil toneladas acaparó el 43% de la producción, seguida de La Palma con 118 mil Tn (38%) y Gran Canaria con más de 52 mil Tn de plátanos recogidos (el 17%). Las islas de La Gomera y El Hierro arrojan valores residuales, con 5.600 y 2.500 Tn respectivamente (3%), que completan la estadística, ya que en Lanzarote y Fuerteventura hay poca cosecha.
El plátano da trabajo a más de 35.000 personas de las islas, entre empleos directos e indirectos, en todas las fases de su producción: desde la cosecha y recolección hasta el empaquetado y distribución. 
Sin embargo en Canarias, el del plátano es un cultivo que, en comparación con otras épocas, está en franco retroceso y ya no tiene un papel tan protagonista en la economía del archipiélago como antaño. Ello es debido, en parte, a factores económicos (entre ellos la implantación del mercado único europeo), urbanísticos, sociales y a la rotación por otros cultivos, nuevos o en expansión, con menor necesidad de recursos. Pese a ello aún persisten en las islas grandes fincas de plataneras con sus naves de empaquetado y su correspondiente infraestructura hidráulica, en localidades en las que su cultivo continúa siendo parte fundamental de su economía, tales como La Orotava e Icod de los Vinos en Tenerife; San Andrés y Sauces y Los Llanos de Aridane en La Palma; y Arucas, Telde y la comarca de Guía y Gáldar en Gran Canaria.

## Indicación Geográfica Protegida
En febrero de 2011, la Consejería de Agricultura del Gobierno de Canarias, competente en la materia, acordó comenzar los trámites para la inscripción del plátano cultivado en Canarias como Indicación Geográfica Protegida. En mayo de 2011, el Ministerio de Medio Ambiente y Medio Rural y Marino concedió una protección nacional transitoria a la Indicación Geográfica Protegida Plátano de Canarias, a la espera de su inscripción definitiva por la Comisión Europea. La Indicación Geográfica Protegida contempla la variedad Cavendish de la especie Musa acuminata estableciendo los territorios cultivados a los que se aplica la indicación aquellos terrenos de uso agrario situados a no más de 500 metros sobre el nivel del mar.Desde el 22 de junio de 2021, también posee la protección como indicación geográfica ante la Organización Mundial de la Propiedad Intelectual.

## Personalidades y los plátanos
A lo largo de la historia del plátano en Canarias y su comercialización en la península ibérica y Europa, diversas personalidades han jugado un papel fundamental en el desarrollo del sector.
Tras la Guerra Civil, el empresario catalán Juan Riu Masmitjá (1912-1990) se convirtió en uno de los principales comerciantes de plátanos de Canarias, consolidando redes de distribución hacia el resto de la península y abriendo camino para la internacionalización del producto. Su labor empresarial fue determinante para conectar al sector productor canario con los mercados urbanos en expansión durante el franquismo y la posguerra, etapa en la que el plátano canario se convirtió en un bien de consumo de gran valor económico y social.
En el ámbito internacional, la figura de Alfred Lewis Jones, empresario británico vinculado a la naviera Elder Dempster, fue clave en el siglo XIX para establecer las primeras exportaciones regulares de plátano desde Canarias hacia el Reino Unido. Asimismo, la instalación de la compañía Fyffes Ltd. en Las Palmas de Gran Canaria en 1882 marcó el inicio de la comercialización sistemática del plátano canario en Londres, consolidando la imagen del producto en el mercado británico.
También merece mención el empresario Henry Wolfson, cuya actividad en Tenerife contribuyó de forma decisiva a expandir las exportaciones y a diversificar los destinos europeos del plátano canario.
El reconocimiento del Plátano de Canarias como Indicación Geográfica Protegida en 2011 ha sido también el resultado de la acción coordinada de instituciones, agricultores y figuras empresariales relevantes en el archipiélago.